# Діти гріха
«Діти гріха» — радянський художній телефільм-драма 1989 року, знятий на кіностудії «Грузія-фільм» режисером Годердзі Чохелі за своїм власним сценарієм. Фільм, що розповідає про ворогуючі села хевсурів і кістинів в Грузії, завоював ряд нагород на кінофестивалях.

## Сюжет
Грузія минулих століть. У високогірному кістинському селі помирає жінка, її чоловік Корзо залишається один з кількома дітьми. Вранці він йде в ліс нарубати дров, і прямо під час намазу його захоплюють в полон хевсури з сусіднього села. Мгеліка, з ініціативи якого взято полоненого, приковує його на ланцюг у себе у дворі і каже, що проситиме за нього викуп у Кістина: двадцять овець, корову і коня з срібним сідлом. Полонений майже нічого не говорить, хоча розуміє грузинську мову. Якщо до снігу викуп не привезуть, Мгеліка обіцяє вбити полоненого: після того, як випаде сніг, кістинци до весни не зможуть дістатися до села.
Сусід Мгеліки, літній хевсур, лає його, кажучи, що не в традиціях їх народу брати полонених за викуп і тим більше вбивати їх. Приходить священик, який також вмовляє Мгеліку відпустити полоненого. Однак Мгеліка невблаганний: він говорить, що дав слово і стримає його, а полоненого він взяв в помсту за напади з боку кістина. Проходить кілька днів. Дружина і син Мгеліки співчувають бранцю, але бояться Мгеліку. Сам Мгеліка не знаходить собі місця, розуміючи, що зробив поганий вчинок. Нарешті, він не витримує і кидає ключ від ланцюга поруч з кістином. Однак той не бере його. Приходить літній хевсур, який пропонує полоненому випити з ним вина. Він помічає на землі ключ і питає, чому ж кістинець не хоче піти, але той показує, що не вірить Мгеліці і впевнений, що той вб'є його, як тільки він звільниться від ланцюгів. Почувши, що полонений не повірив йому, Мгеліка в сказі вибігає з дому і вбиває його з рушниці.
Гірський перевал завалений снігом, але Мгеліка везе сани з тілом кістинця на хевсурський християнський цвинтар, щоб поховати. Односельці йдуть за ним, просячи його, що так робити не варто. Раптово попереду з боку кістинського села з'являються четверо дітей, що ведуть корову. Вони підходять до групи хевсурів і називають ім'я полоненого кістинця: це викуп за нього. Мгеліка в жаху біжить від них по снігу, потім зупиняється і заколює себе кинджалом. Літній хевсур веде кістинських дітей.

## У ролях
- Шалва Кірікашвілі — Корзо
- Зураб Кипшідзе — Мгеліка
- Марина Джанашия — дружина Мгелікі
- Паата Тарсіашвілі — син Мгелікі
- Лео Пілпані — хевсур
- Аміран Такідзе — священник
- Карло Саканделідзе — старий хевсур
- Гагі Алудаурі — хевсур
- Гіві Хахідзе — епізод
- Автанділ Махарадзе — епізод
- Гіві Джаджанідзе — епізод
- Тамаз Данелія — епізод
- Іраклій Алудаурі — епізод
- Н. Лікокелі — епізод
- А. Шетекаурі — епізод
- Натела Паліашвілі — епізод
- П. Арабулі — епізод
- Елгуджа Марсагішвілі — епізод
- Імеда Арабулі — епізод
- Берта Хапава — епізод
- Годердзі Чохелі — епізод

## Знімальна група
- Режисер — Годердзі Чохелі
- Сценарист — Годердзі Чохелі
- Оператор — Гурам Садзаглішвілі
- Композитор — Яків Бобохідзе
- Художник — Микола Зандукелі